# Mohamed Sobhi
Mohamed Sobhi (Egipto; 21 de noviembre de 1992) es un futbolista de Egipto. Juega como mediocampista y su equipo actual es el ENPPI Club de Egipto.

## Selección nacional

### Participaciones en Copas del Mundo
| Mundial                     | Sede     | Resultado        | Partidos | Goles |
| --------------------------- | -------- | ---------------- | -------- | ----- |
| Copa Mundial Sub-20 de 2011 | Colombia | Octavos de final | 1        | 1     |

## Clubes
| Club       | País   | Año           |
| ---------- | ------ | ------------- |
| ENPPI Club | Egipto | 2010-presente |